# Rusko košarkaško prvenstvo
Najviši rang košarkaškog prvenstva Rusije predstavlja međunarodna VTB liga, koja je od sezone 2013./14. zamijenila dotadašnju Rusku profesionalnu košarkašku ligu (PBL) (Ruski: Профессиональная баскетбольная лига (ПБЛ)) koja je do tad predstavljala najviši razred košarkaške lige u Rusiji. PBL je 2010. zamijenila dotadašnju najvišu ligu - Rusku košarkašku Superligu (Ruski: Баскетбольная суперлига) koja je potom postala liga drugog ranga. 

U PBL ligi je u sezoni 2012./13. 10 klubova, a osam klubova je istovremeno i u VTB ligi, te se njihove međusobne utakmice u VTB ligi broje i u ruskom prvenstvu. 

Od sezone 2013./14. PBL kao ruska nacionalna liga se ukida, a nacionalna liga postaje VTB liga, uzimjaući u obzir plasmane ruskih klubova.

## Klubovi u sezoni 2012./13.
- CSKA Moskva
- Himki Moskovska oblast
- UNIKS Kazan
- BK Nižni Novgorod
- Spartak Sankt Peterburg
- Spartak Primorye Vladivostok
- Triumf Ljuberci
- Enisej Krasnojarsk
- BK Lokomotiv
- Krasnie Krilja Samara

## Ruski prvaci i doprvaci
| sezona      | prvak           | doprvak                 |
| Divizija A  | Divizija A      | Divizija A              |
| ----------- | --------------- | ----------------------- |
| 1991./92.   | CSKA Moskva     | Stroitel Samara         |
| 1992./93.   | CSKA Moskva     | Spartak Sankt Peterburg |
| 1993./94.   | CSKA Moskva     | Avtodor Saratov         |
| 1994./95.   | CSKA Moskva     | Dinamo Moskva           |
| Superliga   |                 |                         |
| 1995./96.   | CSKA Moskva     | Dinamo Moskva           |
| 1996./97.   | CSKA Moskva     | Avtodor Saratov         |
| 1997./98.   | CSKA Moskva     | Avtodor Saratov         |
| 1998./99.   | CSKA Moskva     | Avtodor Saratov         |
| 1999./2000. | CSKA Moskva     | Ural Great Perm         |
| Superliga A |                 |                         |
| 2000./01.   | Ural Great Perm | UNIKS Kazan             |
| 2001./02.   | Ural Great Perm | UNIKS Kazan             |
| 2002./03.   | CSKA Moskva     | Ural Great Perm         |
| 2003./04.   | CSKA Moskva     | UNIKS Kazan             |
| 2004./05.   | CSKA Moskva     | Dinamo Moskva           |
| 2005./06.   | CSKA Moskva     | Himki Moskovska oblast  |
| 2006./07.   | CSKA Moskva     | UNIKS Kazan             |
| 2007./08.   | CSKA Moskva     | Himki Moskovska oblast  |
| 2008./09.   | CSKA Moskva     | Himki Moskovska oblast  |
| 2009./10.   | CSKA Moskva     | Himki Moskovska oblast  |
| PBL         |                 |                         |
| 2010./11.   | CSKA Moskva     | Himki Moskovska oblast  |
| 2011./12.   | CSKA Moskva     | Himki Moskovska oblast  |
| 2012./13.   | CSKA Moskva     | Himki Moskovska oblast  |
| VTB liga    |                 |                         |
| 2013./14.   | CSKA Moskva     | Nižnji Novgorod         |
| 2014./15.   | CSKA Moskva     | Himki Moskovska oblast  |
| 2015./16.   | CSKA Moskva     | UNIKS Kazan             |

## Službena stranica
- Službena stranica  Arhivirana inačica izvorne stranice od 12. lipnja 2017. (Wayback Machine) (engl.) (rus.)

| Ruska Superliga (2009./10.) | Ruska Superliga (2009./10.) |
| --- | --------------------------- |
| |                             |
| CSKA (Moskva) \| UNIKS (Kazan) \| Himki \| Dinamo (Moskva) \| Lokomotiv (Rostov) \| Trijumf (Ljuberci) \| Spartak (Petrograd) \| Krasnyje Krylja (Samara) \| Jenisej (Krasnojarsk) |                             |

| Ruska Superliga (2009./10.) | Ruska Superliga (2009./10.) |
| --- | --------------------------- |
| |                             |
| CSKA (Moskva) \| UNIKS (Kazan) \| Himki \| Dinamo (Moskva) \| Lokomotiv (Rostov) \| Trijumf (Ljuberci) \| Spartak (Petrograd) \| Krasnyje Krylja (Samara) \| Jenisej (Krasnojarsk) |                             |

| Bivše države: | Čehoslovačka • DR Njemačka • Jugoslavija • Srbija i Crna Gora • SSSR |

| eurokupovi            | Euroliga • ULEB Eurokup • FIBA Liga prvaka • FIBA Europe Cup |
|                       | |
| bivši eurokupovi      | Kup prvaka / FIBA Euroliga (1958.-2001.) • KPK / Eurokup / Saporta kup (1966.-2002.) • Kup Radivoja Koraća (1972.-2002.) • EuroChallenge (2003.-2015.) • Eurokup Challenge (2002.-2007.) • Regional Challenge (2002./03.) |
|                       | |
| regionalne lige       | VTB liga • Jadranska liga • Baltička liga • Balkanska liga • Alpe Adria Cup |
| bivše regionalne lige | NEBL • CEBL |

| bivše regionalne lige | NEBL • CEBL |

| SAD              | glavne lige National Basketball Association • NBL (1937.-1949.) • ABA (1967.-1976.) niže lige NBA D • CBA sveučilišne lige NCAA Divizija I • NCAA Divizija II • NCAA Divizija III • NAIA |
|                  | |
| međunarodne lige | FIBA Americas League • Liga Sudamericana • Kup prvaka Južne Amerike |
| glavne lige      | National Basketball Association • NBL (1937.-1949.) • ABA (1967.-1976.) |
|                  | |
| niže lige        | NBA D • CBA |
|                  | |
| sveučilišne lige | NCAA Divizija I • NCAA Divizija II • NCAA Divizija III • NAIA |

| glavne lige      | National Basketball Association • NBL (1937.-1949.) • ABA (1967.-1976.) |
|                  |                                                                         |
| niže lige        | NBA D • CBA                                                             |
|                  |                                                                         |
| sveučilišne lige | NCAA Divizija I • NCAA Divizija II • NCAA Divizija III • NAIA           |

| međunarodne lige | Azijski kup prvaka • ABA klupsko prvenstvo • ASEAN liga • Zapadnoazijska liga |

| Bivše države: | Čehoslovačka • DR Njemačka • Jugoslavija • Srbija i Crna Gora • SSSR |

| eurokupovi            | Euroliga • ULEB Eurokup • FIBA Liga prvaka • FIBA Europe Cup |
|                       | |
| bivši eurokupovi      | Kup prvaka / FIBA Euroliga (1958.-2001.) • KPK / Eurokup / Saporta kup (1966.-2002.) • Kup Radivoja Koraća (1972.-2002.) • EuroChallenge (2003.-2015.) • Eurokup Challenge (2002.-2007.) • Regional Challenge (2002./03.) |
|                       | |
| regionalne lige       | VTB liga • Jadranska liga • Baltička liga • Balkanska liga • Alpe Adria Cup |
| bivše regionalne lige | NEBL • CEBL |

| bivše regionalne lige | NEBL • CEBL |

| SAD              | glavne lige National Basketball Association • NBL (1937.-1949.) • ABA (1967.-1976.) niže lige NBA D • CBA sveučilišne lige NCAA Divizija I • NCAA Divizija II • NCAA Divizija III • NAIA |
|                  | |
| međunarodne lige | FIBA Americas League • Liga Sudamericana • Kup prvaka Južne Amerike |
| glavne lige      | National Basketball Association • NBL (1937.-1949.) • ABA (1967.-1976.) |
|                  | |
| niže lige        | NBA D • CBA |
|                  | |
| sveučilišne lige | NCAA Divizija I • NCAA Divizija II • NCAA Divizija III • NAIA |

| glavne lige      | National Basketball Association • NBL (1937.-1949.) • ABA (1967.-1976.) |
|                  |                                                                         |
| niže lige        | NBA D • CBA                                                             |
|                  |                                                                         |
| sveučilišne lige | NCAA Divizija I • NCAA Divizija II • NCAA Divizija III • NAIA           |

| međunarodne lige | Azijski kup prvaka • ABA klupsko prvenstvo • ASEAN liga • Zapadnoazijska liga |

| Bivše države: | Čehoslovačka • DR Njemačka • Jugoslavija • Srbija i Crna Gora • SSSR |

| eurokupovi            | Euroliga • ULEB Eurokup • FIBA Liga prvaka • FIBA Europe Cup |
|                       | |
| bivši eurokupovi      | Kup prvaka / FIBA Euroliga (1958.-2001.) • KPK / Eurokup / Saporta kup (1966.-2002.) • Kup Radivoja Koraća (1972.-2002.) • EuroChallenge (2003.-2015.) • Eurokup Challenge (2002.-2007.) • Regional Challenge (2002./03.) |
|                       | |
| regionalne lige       | VTB liga • Jadranska liga • Baltička liga • Balkanska liga • Alpe Adria Cup |
| bivše regionalne lige | NEBL • CEBL |

| bivše regionalne lige | NEBL • CEBL |

| SAD              | glavne lige National Basketball Association • NBL (1937.-1949.) • ABA (1967.-1976.) niže lige NBA D • CBA sveučilišne lige NCAA Divizija I • NCAA Divizija II • NCAA Divizija III • NAIA |
|                  | |
| međunarodne lige | FIBA Americas League • Liga Sudamericana • Kup prvaka Južne Amerike |
| glavne lige      | National Basketball Association • NBL (1937.-1949.) • ABA (1967.-1976.) |
|                  | |
| niže lige        | NBA D • CBA |
|                  | |
| sveučilišne lige | NCAA Divizija I • NCAA Divizija II • NCAA Divizija III • NAIA |

| glavne lige      | National Basketball Association • NBL (1937.-1949.) • ABA (1967.-1976.) |
|                  |                                                                         |
| niže lige        | NBA D • CBA                                                             |
|                  |                                                                         |
| sveučilišne lige | NCAA Divizija I • NCAA Divizija II • NCAA Divizija III • NAIA           |

| međunarodne lige | Azijski kup prvaka • ABA klupsko prvenstvo • ASEAN liga • Zapadnoazijska liga |

| Bivše države: | Čehoslovačka • DR Njemačka • Jugoslavija • Srbija i Crna Gora • SSSR |

| eurokupovi            | Euroliga • ULEB Eurokup • FIBA Liga prvaka • FIBA Europe Cup |
|                       | |
| bivši eurokupovi      | Kup prvaka / FIBA Euroliga (1958.-2001.) • KPK / Eurokup / Saporta kup (1966.-2002.) • Kup Radivoja Koraća (1972.-2002.) • EuroChallenge (2003.-2015.) • Eurokup Challenge (2002.-2007.) • Regional Challenge (2002./03.) |
|                       | |
| regionalne lige       | VTB liga • Jadranska liga • Baltička liga • Balkanska liga • Alpe Adria Cup |
| bivše regionalne lige | NEBL • CEBL |

| bivše regionalne lige | NEBL • CEBL |

| SAD              | glavne lige National Basketball Association • NBL (1937.-1949.) • ABA (1967.-1976.) niže lige NBA D • CBA sveučilišne lige NCAA Divizija I • NCAA Divizija II • NCAA Divizija III • NAIA |
|                  | |
| međunarodne lige | FIBA Americas League • Liga Sudamericana • Kup prvaka Južne Amerike |
| glavne lige      | National Basketball Association • NBL (1937.-1949.) • ABA (1967.-1976.) |
|                  | |
| niže lige        | NBA D • CBA |
|                  | |
| sveučilišne lige | NCAA Divizija I • NCAA Divizija II • NCAA Divizija III • NAIA |

| glavne lige      | National Basketball Association • NBL (1937.-1949.) • ABA (1967.-1976.) |
|                  |                                                                         |
| niže lige        | NBA D • CBA                                                             |
|                  |                                                                         |
| sveučilišne lige | NCAA Divizija I • NCAA Divizija II • NCAA Divizija III • NAIA           |

| međunarodne lige | Azijski kup prvaka • ABA klupsko prvenstvo • ASEAN liga • Zapadnoazijska liga |